# 孟家溪镇
孟家溪镇，是中华人民共和国湖北省荆州市公安县下辖的一个乡镇级行政单位。

## 行政区划
孟家溪镇下辖以下地区：
孟家溪社区、三袁村、黄堤村、石牌村、金桥村、双湖村、青龙村、跃进村、郝岗村、黄田村、勇合村、金明村、金岗村、永新村、天鹅村、南港村、猴子店村、国庆村、大至岗村、淤泥湖渔场生活区和星火原种场生活区。